# 港澳居民來往內地通行證
港澳居民来往内地通行证，俗称回乡证（英語：Home Return Permits）或回乡卡，是香港及澳門居民来往中国内地可使用的证件之一。目前，该通行证根据持证人的国籍不同，分为兩種版本：
- 港澳居民来往内地通行证，可申请对象为持中国国籍的香港永久性居民、持中国国籍或具有中葡血统但尚未选择国籍的[4]澳门永久性居民，有效期为10年（年滿18周歲）或5年（未滿18周歲）。持证人可以在证件有效期内不限目的在中国内地作无限期停留。
- 港澳居民来往内地通行证（非中国籍），可申请对象为未持有中国国籍的香港永久性居民和澳门永久性居民，有效期为5年。持证人可以凭短期入境事由，在证件有效期内多次来往内地，每次停留不超过90日（经申请可延长不超过90日）。持此证不得在中国内地工作、学习或者从事新闻采访活动。

该证件由中华人民共和国出入境管理局根据《中国公民因私事往来香港地区或者澳门地区的暂行管理办法》及《中华人民共和国出入境管理局关于实施便利香港特别行政区、澳门特别行政区永久性居民来往内地政策措施的公告》签发，并分别委托香港中旅集团及澳门中国旅行社，受理香港和澳门永久性居民申领通行证。

## 歷史

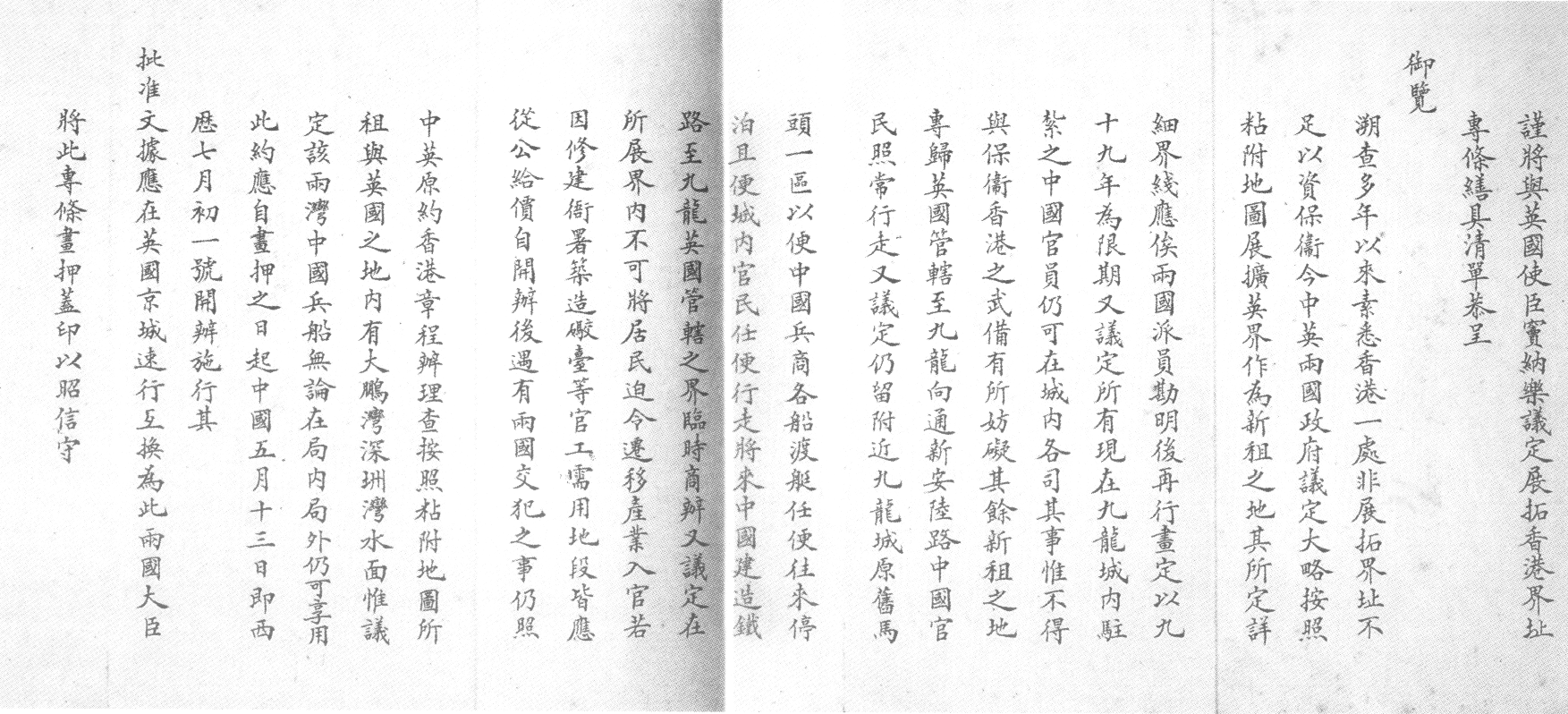
1898年《展拓香港界址專條》內文有「至九龍向通新安陸路，中國官民照常行走」

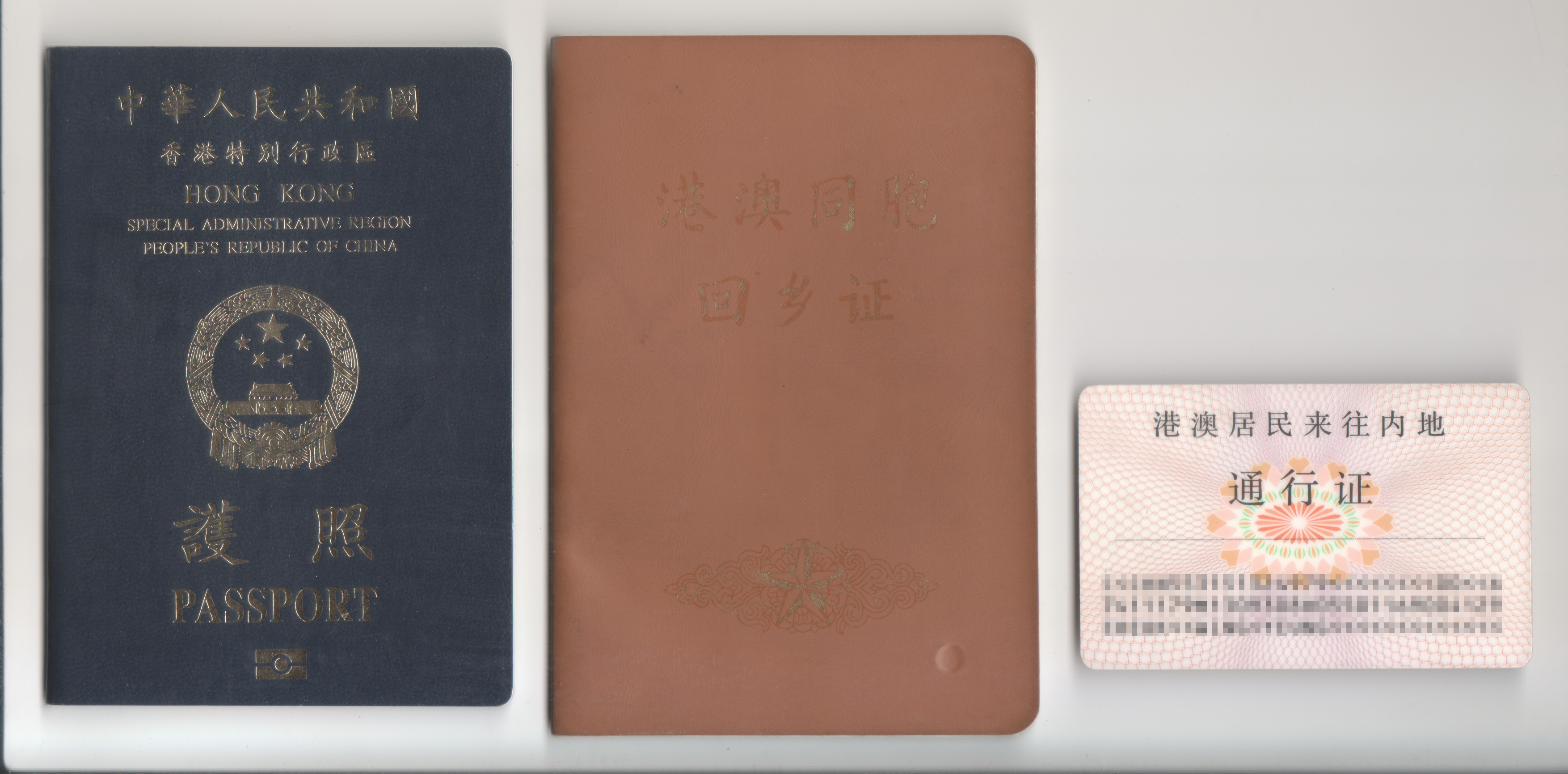
香港特區護照、回鄉證（封面糢糊及已註銷）及99版《通行證》大小對比

1898年8月6日生效的《展拓香港界址專條》規定，九龍向通新安陸路，中國官民照常行走。
中华人民共和国建立後，于1951年2月开始封锁香港深圳边界口岸，并在边境上建立边防检查站，管制粤港澳人员出入境。

### 中華人民共和國出入境通行證
1951年8月，中华人民共和国公安部制定並公布《关于往来香港、澳门旅客的管理规定》，规定「港澳同胞」（現代意義上指擁有中國國籍的香港居民及澳門居民，惟當時意義不詳，
以下簡稱為港澳居民）每次入境中國大陸前须向目的地公安机关申领《中华人民共和国出入境通行证》，並凭《中华人民共和国出入境通行证》从指定口岸——深圳或拱北口岸出入境，該通行證僅生效一次。

### 港澳同胞回鄉介紹書
1956年，為方便港澳居民前往中國大陸探訪親友，加快辦理證件，中华人民共和国政府决定港澳居民改为凭港澳当局签发的身份证件在入境中國大陸时向深圳或拱北口岸的边防检查站申领一次有效的出入境证件《港澳同胞回乡介绍书》（以下簡稱為《介紹書》），《介紹書》是港澳居民往返中國大陸的出入境证件和身份证明，有效期为3个月。港澳居民可凭边防检查部门签发的《介紹書》从指定口岸——深圳或拱北口岸出入境。1979年12月1日起，中华人民共和国政府停止簽發和使用《介紹書》。12月1日前持《介紹書》進入的港澳居民，可持《介紹書》離境。

### 港澳同胞回鄉證
隨着前往中國大陸探親、參觀、旅行的港澳居民越來越多，《介紹書》已無法適應新情况，為方便港澳居民回鄉探親和參觀、旅行，縮短停留在口岸的時間。中华人民共和国政府簡化手續，出入一次有效的《介紹書》改為三年有效、可重複使用的《港澳同胞回鄉證》（以下簡稱《回鄉證》）。從1979年7月20日起開始接受申領《回鄉證》，港澳居民領取《回鄉證》以後，即可憑《回鄉證》來往。港澳居民偕帶12周歲以下的兒童進入，毋需另行申領《回鄉證》（單獨進入的兒童則須辦證），只需在自己的《回鄉證》附頁偕行兒童欄内填寫兒童的姓名、性别、年齡即可。進入時没有偕帶兒童者，附頁偕行兒童欄須劃一道斜線，以示没有帶入兒童。
1981年12月，《回乡证》由3年多次有效改为10年多次有效。只要在回乡证有效期内，港澳居民可以憑证随时从全国各开放口岸入出境，大大简化港澳居民出入境手续，方便往来。1998年12月31日所有本式回乡证停止颁发，2009年1月1日，所有签发的港澳同胞回鄉證全部到期，所有中国籍港澳居民来往内地须换发港澳居民来往内地通行证。
港澳同胞回乡户口卡
《港澳同胞回乡户口卡》（以下簡稱《户口卡》）用於出入查驗、申報户口及登記所帶物品。前往中國大陸的港澳居民在每次入境前須自行填好（每份《户口卡》有大小兩張，可以一次複寫），入境時與《回鄉證》一同交邊防檢查站查驗，邊防檢查站驗訖後，撕下《户口卡》上的小頁，蓋章放行。港澳居民到達目的地或暫住地後，須於當日由本人或親友持《回鄉證》及《户口卡》向當地公安派出所或人民公社申報户口，離開暫住地和出境前注銷户口。出境時將《户口卡》交邊防檢查站，持《回鄉證》離境。《户口卡》用完後，可隨時向香港、澳門中國旅行社領取，或在邊防檢查站領取。持《户口卡》申报临时户口，每到一地，均須填写抵达和离开日期，并由派出所盖章（住饭店的由饭店盖章）；如有遗漏，就要返回补报，补盖章后方准出境。
1984年12月1日起，港澳居民入出境，凭《回乡证》验证放行。入境时，填交《港澳同胞回乡入境卡》，出境时，填交《港澳同胞回乡出境卡》，废除出境要收缴《户口卡》的规定。港澳居民入境后，若居住在亲友家，則由亲友或本人到附近派出所申报（农村可到派出所或乡政府申报）；居住在宾馆、饭店，則祇办理住宿登记，由留宿人或本人持当事人身份证件办理。
88版回乡证

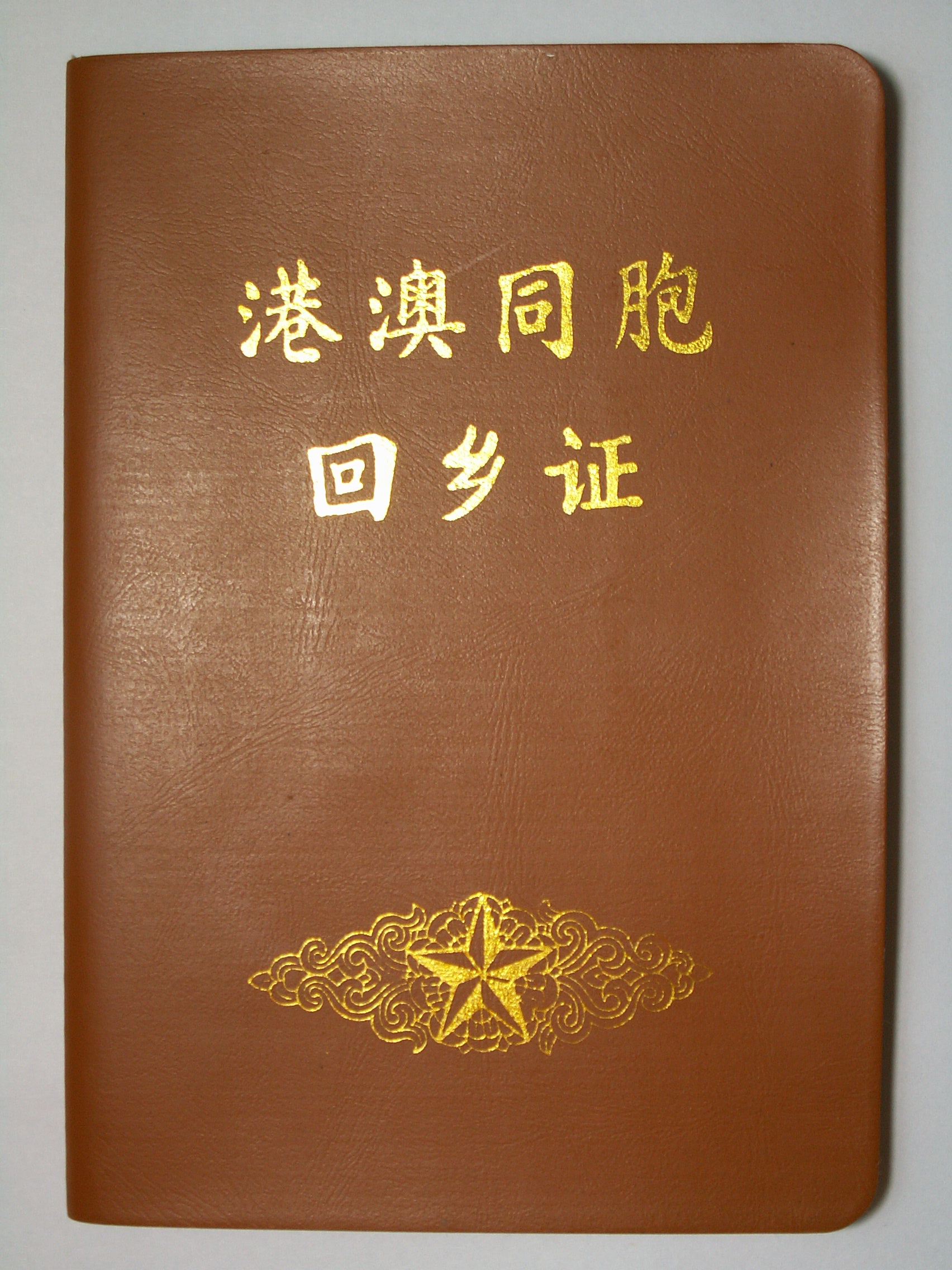
88版回鄉證

从1988年9月8日起。新發出回乡证有效期仍为10年，共58页；第2页相片上方加贴反映证件号码的条纹码，全页塑封并加盖钢印；查验页从過往的每页供出入境使用1次改为2次。凡实行电脑查验的口岸，持有条纹码《回乡证》的港澳居民出入境免填入出境卡。为进一步提高旅客在口岸的通关速度，自2002年3月18日起，不再在回乡证上加盖验讫章。
89版《港澳同胞回乡证（儿童专用）》
《港澳同胞回乡证（儿童专用）》供12周岁以下儿童使用。此证件为单页对折，相片上方加贴条纹码并塑封，塑封后加盖钢印。有效期为3年，到期换领新证。从1989年4月1日开始使用，凡12岁以下港澳儿童往來中國大陸均须持用儿童专用《回乡证》，並必须有监护人偕行，入境时由边防检查站在监护人回乡证当次查验页加盖“偕行儿童持××××号回乡证”蓝条章。偕行儿童需暂留或寄养中國大陸，不随原监护人出境时，暂留或寄养地县、市公安局应在监护人回乡证当次查验页加注“准持××××号回乡证×××儿童留居内地”。暂留或寄养儿童出境时，亦须所在地公安局在监护人回乡证当次查验页加注“准予偕行持××××号回乡证儿童出境”。
91版《港澳同胞回乡证（儿童专用）》
从1991年2月25日开始使用。新版儿童回乡证将過往硬卡片改为小本式证件，维持原封面式样，有效期仍为3年，共24页。第2页相片上方加贴反映证件号码的条纹码，全页塑封并加盖钢印。每页供入出境使用两次，总计可供入出境使用32次。
半周岁以下港澳儿童领取新版儿童回乡证半年后，须将近照通过香港或澳门中国旅行社，向广东省公安厅申办加贴新近照片手续。广东省公安厅将在加签页内加贴新近照片，并在照片处加盖广东省公安厅钢印；加贴照片日期处盖广东省公安厅公章。中國大陸其他公安机关不办理加贴照片手续。

### 港澳居民來往內地通行證
回乡证在防伪性能、使用效率、管理水平等方面不适应現代需求。为加快港澳居民通關程序，方便出入境，公安部开发研制卡片式的港澳居民來往內地通行證。

#### 1999版港澳居民来往内地通行证
俗稱回鄉卡的第一代回鄉證於1999年1月15日起启用，并逐渐取代本式回乡证。通行證是智能式机读卡，边防检查人员只需要将它插入光學字符識別器，平均不用15秒，即完成全部通关手续。通行证有效期分为3年和10年两种，持证人年满18周岁的为10年有效，未满18周岁的为3年有效。
通行证采用许多高新技术，防伪性能、印刷制作工艺达到先进水平。供边检站掌握的防伪措施有以下两部分：直观部分——材料为特殊聚脂塑料，正反面均用彩虹印刷；背面右下角可见内容为“广东省公安厅”的汉语拼音的光变波浪图案，不同角度可显示透明、橙色及绿色；广东省公安厅盖章；对强光透视可见卡的内部有“天坛”图案，从背面可见“天坛”第二层屋檐右边有一白点。仪器核查部分——正面有“缩微”横线，通过放大镜可见内容为“港澳居民来往内地通行证”的汉语拼音；正面左上角藏有荧光波浪图案，通过紫光灯可见内容为：“广东省公安厅”的汉语拼音。
2010年2月，公安部出入境管理局实行通行证“终身号码”。
2022年12月，最后一批1999版港澳居民来往内地通行证有效期限截止，所有持1999版港澳居民来往内地通行证的港澳居民须换领2012版港澳居民来往内地通行证来往内地。2023年5月8日，隨着國家移民管理局落實回鄉證延期措施，证件有效期限截止日期为2020年1月1日至2022年12月31日的1999版港澳居民來往內地通行證臨時恢復有效，直至2023年12月31日。

#### 2012版港澳居民来往内地通行证
隨著《內地與香港關於建立更緊密經貿關係的安排》的進一步落實以及港粵經貿關係的緊密化，提高回鄉證的科技含量、安全性以及通關效率越來越迫切，中國港中旅集團公司於2007年成立回鄉證改版工作領導小組。工作組按照要求，擬定新卡改版方案，僅新卡設計樣式就九易其稿。
公安部决定自2012年12月28日起启用新版通行证，俗稱第二代回鄉證，自2013年1月2日起受理新版通行证申请。
因应2018年国家机构改革，在2019年6月1日完成机构名称更改后，2019年新发的通行证的签发机关改为“中华人民共和国出入境管理局”。
自2020年10月10日起，港澳居民可在中國内地申请换发补发港澳居民来往内地通行证。
2023年4月28日，中华人民共和国出入境管理局发布公告，考虑到随着2019冠状病毒病疫情结束，内地与港澳各口岸已全面恢复人员往来，港澳居民来往内地需求激增，港澳地区受理办证机构出现排队预约周期较长的问题，中华人民共和国出入境管理局决定，对证件有效期限截止日期为2020年1月1日至2023年12月30日的回乡证，有效期限延长至2023年12月31日。持证人持用上述回乡证原件，可以持证正常办理出入境边防检查手续来往内地；入境内地后，允许前往就近的县级以上公安机关出入境管理部门申请换发回乡证。

#### 2024年申領資格放寬
2024年7月1日，香港特區回歸中華人民共和國27周年，中華人民共和國出入境管理局發布公告，為進一步服務便利內地與香港、澳門間人員交流交往，支持香港、澳門更好融入國家發展大局，2024年7月10日起，非中國籍的港澳永久居民可申領回鄉證，但证件样式与原有的回乡证样式有所不同，除了证件名称增加“（非中国籍）”附注外，证件证面资料增加新字段“国籍”。另外规定证件有效期为5年，有效期内持证人每次停留时间不超过90日。

## 功能

### 中国内地
《中国公民因私事往来香港地区或澳门地区的暂行管理办法》第17條規定：「港澳同胞短期来内地，要按照户口管理规定，办理暂住登记。在宾馆、饭店、旅店、招待所、学校等企业、事业單位或者机关、团体及其他机构内住宿的，应当填写临时住宿登记表；住在亲友家的，由本人或者亲友在24小时内（农村可在72小时内）到住地公安派出所或者户籍办公室办理暂住登记。」
港澳居民因遗失损毁或忘记携带通行证，需紧急乘坐飞机、火车在内地城市间出行的，可通过手机登录中国出入境管理局政务服务平台（移民局12367）即时申办有效期为7天的电子临时通行证，供民航、铁路等单位查验，避免耽误正常出行。
持通行证的港澳居民可以在具备边检自助通关条件的口岸边检机关申请资料备案后，在中國大陸所有具备自助通关条件的口岸选择自助查验通道自助办理出入境边检手续。。
2024年11月20日起，資料完成備案的港澳居民往來內地通行證（含非中國籍）可以人脸識別代替出示證件在深圳 深圳灣口岸或珠海 拱北口岸的免出示证件通道通关。
为方便在内地就业、就学和常住的港澳民众，让港澳居民能够享受到与中国大陆居民基本相同的公共服务和便利，2018年中国国务院推出了港澳居民居住证作为港澳居民在内地的身份证件。值得注意的是，回乡证仍是港澳民众来往内地的旅行证件，港澳居民居住证则不能用于出入内地。
港澳居民因办理个人事务有通行证与居住证关联需求的，可在国家移民管理局政务服务平台提交关联查询申请，或向全国任一县级以上公安机关出入境管理机构申请开具纸质关联查询结果，用以向有关部门和企业证明本人通行证与居住证的关联关系。为港澳居民提供办证办事服务的各行业主管部门及企业可申请对接该局出入境证件身份认证平台，根据港澳居民需求，通过系统对接自动核验双证的关联情况。
持香港特区护照和澳门特区护照的人士在北京（首都机场或者大兴机场）、上海（浦东机场或者虹桥机场）或广州白云机场转机不超过24小时且不入境时，无需申请和使用回乡证或中华人民共和国旅行证即可成行。香港和澳门持特区护照过境对方且往来除中国大陆以外的地区时，亦无需申请和使用回乡证或者中国旅行证。

### 香港
年滿11歲持有背面印有香港身份證號碼的港澳居民來往內地通行證的持證人在往來中國大陸時可以選擇使用香港機場管理局的「登機易」服務和入境處「登機易e-道」服務，以無需重覆出示旅行證件及登機證的方式辦理登記及行李託運手續、完成保安檢查和登機。

### 澳門
持有港澳居民來往內地通行證的年滿7歲或以上的澳門居民和年滿11歲或以上的香港永久性居民可以憑藉該證在施行兩地一檢的珠澳口岸自助查驗通道或合作人工查驗通道，無需出示澳門居民身份證或香港永久性居民身份證而出境澳門。

### 台灣
中华民国內政部移民署對於港澳人士來台要求中，港澳永久居民如在中國大陸出生且未曾於1983年後以港澳永久居民身份赴臺而首次申請中華民國臺灣地區入出境許可證的，應提交回鄉證正背面影本，如沒有回鄉證仍持中华人民共和国护照的人士須以旅居港澳之中國大陸地區人民身分申請入台，但該類人士申辦入台證要求仍較其他大陸地區人民有所簡化。

## 式样
通行证有效期分为5年和10年。申请人年满18周岁的且为中国籍的，签发10年有效通行证；未满18周岁的以及非中国籍港澳永久居民，签发5年有效通行证。
新版通行证基于国际民航组织DOC 9303 TD-1标准设计，卡片正面除载有99版通行证拥有的信息外增设换证次数、签发机关、持证人微缩照片，同时标有电子旅行证件标志，底部标有英文，意为“本卡可使持卡人进入中国内地”，背面载有持证人香港、澳门地区身份证件信息及曾经持有的通行证号码以及机读码。
卡式回乡证使用聚碳酸酯材料，強度高、壽命長、無毒、不可燃；採用非接觸式晶片模塊，將持卡人的所有重要數據信息存入晶片模塊，並採用數字加密技術保護，提高證件安全和通關速度；亦採用鐳射刻蝕技術刻蝕卡體表面個人。
正面（个人资料）
卡式回乡证正面的左侧为通行证持有者的照片，右侧有缩微打印。通行证采用双色荧光防伪设计。除此以外，通行证还包含以下资料内容：
- 姓名：分两行同时注有中文姓名和姓名的拉丁化注记（中文姓名采用简化字，拉丁化姓名以身份证为准）
- 出生日期：以“YYYY.MM.DD”之形式记载
- 性別（男／女）
- 有效期限：以“YYYY.MM.DD（签发日期）-YYYY.MM.DD（失效日期）”之形式记载（发放给未满18周岁的人士的证件，有效期为5年；发放给年满18周岁的人士的证件，有效期为10年）
- 签发机关：中华人民共和国出入境管理局（2019年6月1日前为公安部出入境管理局）
- 证件号码：一位H或M字母和8位阿拉伯数字
- 换证次数：2位阿拉伯数字，以00起计
- 通行证声明：THIS CARD IS INTENDED FOR ITS HOLDER TO TRAVEL TO THE MAINLAND OF CHINA

背面（其他资料）
卡式回乡证背面显示其他信息，其所包含的内容如下：
- 香港身份证件姓名/澳门身份证件姓名：仅注有中文姓名（以身份证为准，采用繁体字）
- 香港身份证件号码/澳门身份证件号码：以持证人身份证件为准
- 持证历史信息：记录曾持证信息及其证件号
- 证件机读码

### 编码规则
第一代电子卡式通行证证件号码共11位。第1位为字母，“H”字头签发给香港居民，“M”字头签发给澳门居民；第2位至第11位为数字，前8位数字为通行证持有人的终身号，后2位数字表示换证次数，首次发证为00，此后依次递增。港澳居民换發通行证后，新通行证和原通行证号码相比，证件号码第1位至第9位相同，代表换证次数的第10位和第11位数字会发生变化。首次换证，第10位至第11位数字变为01；再次换证，由01变为02，依此类推。新旧通行证号码前9位相同，表明为签发给同一持证人。
第二代通行证号码共9位，一人一号，终身不变。第一位为英文字母，首次申请地在香港的为“H”，首次申请地在澳门的为“M”；第二位至第九位为阿拉伯数字。如申请人曾持用旧版通行证，新版通行证使用旧版通行证号码的前9位为通行证号码。
| 1999版回乡证机读码顺序标识（第一行） | 1999版回乡证机读码顺序标识（第一行） | 1999版回乡证机读码顺序标识（第一行） | 1999版回乡证机读码顺序标识（第一行） | （第二行） | （第二行） | （第二行） | （第二行）                         |
| 位数 | 字段 | 格式 | 说明 | 位数       | 字段       | 格式       | 说明                               |
| --- | --- | --- | --- | ---------- | ---------- | ---------- | ---------------------------------- |
| 1-2 | 证件标识 | C< | 表示1999版港澳居民来往内地通行证 | 1-6        | 出生日期   | YYMMDD     | 持证人出生日期                     |
| 3-5 | 签发国 | CHN | 签发国为中国 | 7          | 校验位     | 1位数字    | 本行1-6位校验码                    |
| 6-25 | 中文姓名 | 20位数字 | 持证人姓名的GB 2312区位码 | 8          | 性别码     | M或F       | 男性为M，女性为F                   |
| 26 | 姓名弃字数 | 1位数字 | 本行6-25位舍弃汉字数（0-9） | 9-14       | 有效期     | YYMMDD     | 证件有效期截止日                   |
| 27 | 校验位 | 1位数字 | 本行6-26位校验码 | 15         | 校验位     | 1位数字    | 本行9-14位校验码                   |
| 28-29 | 空位 | << | 不適用 | 16-26      | 通行证号码 | H或M       | 首次签发地在香港为H，在澳门为M     |
| 30 | 校验位 | 1位数字 | 本行1-29位校验码 | 16-26      | 通行证号码 | 8位数字    | 顺序号，与正面视读区证件号码一致   |
| （第三行） | （第三行） | （第三行） | （第三行） | 16-26      | 通行证号码 | 2位数字    | 换证次数，与正面视读区证件号码一致 |
| 1-30 | 拉丁化姓名 | 26位拉丁字母 | 持证人拉丁字母姓名，以身份证为准 | 27         | 校验位     | 1位数字    | 本行16-26位校验码                  |
| 注1：校验码采用ICAO Doc 9303标准； 注2：拉丁化姓名姓在前，名在后 注3：超出字符须舍弃，不足字符均以<补齐； 注4：拉丁化姓与名间以<<分隔，词组间以<分隔 注5：拉丁化姓名中非字母符号以<替换，替换后的姓名中多个连续<仅保留一个 | 注1：校验码采用ICAO Doc 9303标准； 注2：拉丁化姓名姓在前，名在后 注3：超出字符须舍弃，不足字符均以<补齐； 注4：拉丁化姓与名间以<<分隔，词组间以<分隔 注5：拉丁化姓名中非字母符号以<替换，替换后的姓名中多个连续<仅保留一个 | 注1：校验码采用ICAO Doc 9303标准； 注2：拉丁化姓名姓在前，名在后 注3：超出字符须舍弃，不足字符均以<补齐； 注4：拉丁化姓与名间以<<分隔，词组间以<分隔 注5：拉丁化姓名中非字母符号以<替换，替换后的姓名中多个连续<仅保留一个 | 注1：校验码采用ICAO Doc 9303标准； 注2：拉丁化姓名姓在前，名在后 注3：超出字符须舍弃，不足字符均以<补齐； 注4：拉丁化姓与名间以<<分隔，词组间以<分隔 注5：拉丁化姓名中非字母符号以<替换，替换后的姓名中多个连续<仅保留一个 | 28         | 出生世纪   | 1位数字    | 持证人出生世纪（0-2代表19-21世纪） |
| 注1：校验码采用ICAO Doc 9303标准； 注2：拉丁化姓名姓在前，名在后 注3：超出字符须舍弃，不足字符均以<补齐； 注4：拉丁化姓与名间以<<分隔，词组间以<分隔 注5：拉丁化姓名中非字母符号以<替换，替换后的姓名中多个连续<仅保留一个 | 注1：校验码采用ICAO Doc 9303标准； 注2：拉丁化姓名姓在前，名在后 注3：超出字符须舍弃，不足字符均以<补齐； 注4：拉丁化姓与名间以<<分隔，词组间以<分隔 注5：拉丁化姓名中非字母符号以<替换，替换后的姓名中多个连续<仅保留一个 | 注1：校验码采用ICAO Doc 9303标准； 注2：拉丁化姓名姓在前，名在后 注3：超出字符须舍弃，不足字符均以<补齐； 注4：拉丁化姓与名间以<<分隔，词组间以<分隔 注5：拉丁化姓名中非字母符号以<替换，替换后的姓名中多个连续<仅保留一个 | 注1：校验码采用ICAO Doc 9303标准； 注2：拉丁化姓名姓在前，名在后 注3：超出字符须舍弃，不足字符均以<补齐； 注4：拉丁化姓与名间以<<分隔，词组间以<分隔 注5：拉丁化姓名中非字母符号以<替换，替换后的姓名中多个连续<仅保留一个 | 29         | 有效期世纪 | 2          | 2代表证件有效期在21世纪            |
| 注1：校验码采用ICAO Doc 9303标准； 注2：拉丁化姓名姓在前，名在后 注3：超出字符须舍弃，不足字符均以<补齐； 注4：拉丁化姓与名间以<<分隔，词组间以<分隔 注5：拉丁化姓名中非字母符号以<替换，替换后的姓名中多个连续<仅保留一个 | 注1：校验码采用ICAO Doc 9303标准； 注2：拉丁化姓名姓在前，名在后 注3：超出字符须舍弃，不足字符均以<补齐； 注4：拉丁化姓与名间以<<分隔，词组间以<分隔 注5：拉丁化姓名中非字母符号以<替换，替换后的姓名中多个连续<仅保留一个 | 注1：校验码采用ICAO Doc 9303标准； 注2：拉丁化姓名姓在前，名在后 注3：超出字符须舍弃，不足字符均以<补齐； 注4：拉丁化姓与名间以<<分隔，词组间以<分隔 注5：拉丁化姓名中非字母符号以<替换，替换后的姓名中多个连续<仅保留一个 | 注1：校验码采用ICAO Doc 9303标准； 注2：拉丁化姓名姓在前，名在后 注3：超出字符须舍弃，不足字符均以<补齐； 注4：拉丁化姓与名间以<<分隔，词组间以<分隔 注5：拉丁化姓名中非字母符号以<替换，替换后的姓名中多个连续<仅保留一个 | 30         | 校验位     | 1位数字    | 本行1-29位校验码                   |

| 2012版回乡证机读码顺序标识（第一行） | 2012版回乡证机读码顺序标识（第一行） | 2012版回乡证机读码顺序标识（第一行） | 2012版回乡证机读码顺序标识（第一行） | （第二行） | （第二行） | （第二行） | （第二行） |
| 位数                                 | 字段                                 | 格式                                 | 说明                                 | 位数 | 字段 | 格式 | 说明 |
| ------------------------------------ | ------------------------------------ | ------------------------------------ | ------------------------------------ | --- | --- | --- | --- |
| 1-2                                  | 证件标识                             | CR                                   | 表示2012版港澳居民来往内地通行证     | 1-16 | 中文姓名 | 16位拉丁字母 | 持证人姓名的GBK汉字内码字母转换 |
| 3-11                                 | 通行证号码                           | H或M                                 | 首次签发地在香港为H，在澳门为M       | 17 | 姓名弃字数 | 1位拉丁字母 | 本行1-16位舍弃汉字数（A-Z代表0-25） |
| 3-11                                 | 通行证号码                           | 8位数字                              | 与正面视读区证件号码一致             | 18 | 姓名弃字数 | 1位拉丁字母 | 第三行1-26位舍弃汉字数（A-Z代表0-25） |
| 12                                   | 校验位                               | 1位数字                              | 本行3-11位校验码                     | 19 | 出生世纪 | 1位拉丁字母 | 持证人出生世纪（A-C代表19-21世纪） |
| 13-14                                | 换证次数                             | 2位数字                              | 与正面视读区换证次数一致             | 20-28 | 身份证号码 | 9位字母数字 | 持证人香港身份证或澳门身份证号码 |
| 15                                   | 校验位                               | 1位数字                              | 本行13-14位校验码                    | 29 | 校验位 | 1位数字 | 本行20-28位校验码 |
| 16-21                                | 有效期                               | YYMMDD                               | 证件有效期截止日                     | 30 | 校验位 | 1位数字 | 第一行3-22位、24-30位、第二行20-29位总校验码 |
| 22                                   | 校验位                               | 1位数字                              | 本行16-21位校验码                    | （第三行） | （第三行） | （第三行） | （第三行） |
| 23                                   | 性别码                               | M或F                                 | 男性为M，女性为F                     | 1-30 | 拉丁化姓名 | 30位拉丁字母 | 持证人拉丁字母姓名，以身份证为准 |
| 24-29                                | 出生日期                             | YYMMDD                               | 持证人出生日期                       | 注1：校验码采用ICAO Doc 9303标准； 注2：GBK汉字内码16进制0-F对应转换为A-P 注3：超出字符须舍弃，不足字符均以<补齐； 注4：拉丁化姓与名间以<<分隔，词组间以<分隔 | 注1：校验码采用ICAO Doc 9303标准； 注2：GBK汉字内码16进制0-F对应转换为A-P 注3：超出字符须舍弃，不足字符均以<补齐； 注4：拉丁化姓与名间以<<分隔，词组间以<分隔 | 注1：校验码采用ICAO Doc 9303标准； 注2：GBK汉字内码16进制0-F对应转换为A-P 注3：超出字符须舍弃，不足字符均以<补齐； 注4：拉丁化姓与名间以<<分隔，词组间以<分隔 | 注1：校验码采用ICAO Doc 9303标准； 注2：GBK汉字内码16进制0-F对应转换为A-P 注3：超出字符须舍弃，不足字符均以<补齐； 注4：拉丁化姓与名间以<<分隔，词组间以<分隔 |
| 30                                   | 校验位                               | 1位数字                              | 本行24-29位校验码                    | 注1：校验码采用ICAO Doc 9303标准； 注2：GBK汉字内码16进制0-F对应转换为A-P 注3：超出字符须舍弃，不足字符均以<补齐； 注4：拉丁化姓与名间以<<分隔，词组间以<分隔 | 注1：校验码采用ICAO Doc 9303标准； 注2：GBK汉字内码16进制0-F对应转换为A-P 注3：超出字符须舍弃，不足字符均以<补齐； 注4：拉丁化姓与名间以<<分隔，词组间以<分隔 | 注1：校验码采用ICAO Doc 9303标准； 注2：GBK汉字内码16进制0-F对应转换为A-P 注3：超出字符须舍弃，不足字符均以<补齐； 注4：拉丁化姓与名间以<<分隔，词组间以<分隔 | 注1：校验码采用ICAO Doc 9303标准； 注2：GBK汉字内码16进制0-F对应转换为A-P 注3：超出字符须舍弃，不足字符均以<补齐； 注4：拉丁化姓与名间以<<分隔，词组间以<分隔 |

## 申领
| 有效期 | 申領年齡   | 申領條件           | 費用                             |
| --- | ---------- | ------------------ | -------------------------------- |
| 5年 | 未滿18周歲 | 首次申領／过期换领 | HK$260元／MOP$268.2元／CNY¥230元 |
| 10年 | 年滿18周歲 | 首次申領／过期换领 | HK$390元／MOP$402.3元／CNY¥350元 |
| 5年 | 未滿18周歲 | 遺失補領／損壞換領 | HK$520元／MOP$538.4元／CNY¥230元 |
| 10年 | 年滿18周歲 | 遺失補領／損壞換領 | HK$780元／MOP$804.6元／CNY¥350元 |
| - 加急收費HK$180元／MOP$185.7元，取證時限香港為5個工作日，澳門為6個工作日 - 如申請需遞函審批，另收取遞函件受理服務費HK$200元／MOP$206.3元 - 更改資料費為HK$100元／MOP$103.2元 |            |                    |                                  |

### 证件申请
以下人员拥有港澳居民来往内地通行证申请资格：
- 在香港、澳门出生，具有中国血统的香港、澳门永久性居民；
- 内地居民，经批准赴港澳定居，成为香港、澳门居民者；
- 在香港、澳门以外出生的中国籍居民，已确立香港、澳门永久性居民身份者
- 香港、澳门永久性居民中的外国籍或者无国籍人士，经批准恢复或者加入中国籍者。[35]
- 澳門永久性居民中的具有中葡血統尚未選擇中國國籍或葡萄牙國籍者（国籍冲突）
- 所持回鄉證有效期不足六個月或者已過期、損毀、遺失、持證人身份信息變更、電子芯片失效或者持用舊版回鄉證需要換領新版回鄉證者

新版通行证在签发之初，签发机关为公安部出入境管理局。根据2018年深化党和国家机构改革方案，原公安部出入境管理局撤销，改组为国家移民管理局（中华人民共和国出入境管理局）。而根据机构改革的实际需要，自2019年6月1日起，所有新签发的回乡证，其注明的签发机关也随之改为“中华人民共和国出入境管理局”。原公安部出入境管理局签发的证件在有效期内可继续使用。但根据实际需要，國家移民管理局（中華人民共和國出入境管理局）继续委托广东省公安厅审批，並委托中國港中旅集团公司、澳门中国旅行社股份有限公司分别受理香港、澳门居民申领新版通行证。
同時為香港居民和澳门居民的中國公民，只能选择以其中一個身份申请办理回鄉證。已經按照香港（澳门）居民身份办理通行证者，可以要求以澳门（香港）居民身份换领通行证，新签发的通行证使用原通行证号码，换证次数增加一次。
同時為港澳居民中的中國公民和台灣居民的，只能选择以其中一個身份申请办理回鄉證或台胞證。已經按照台灣居民身份办理台胞證者，可以要求以香港或澳门居民身份申領回鄉證，原台胞證在領取回鄉證時作廢。
香港居民可親身到香港中國旅行社證件服務中心辦理，申請人需提交申請表，純白色背景彩色近照及照片合格檢測回執，香港居民身份證正副本和有效的香港特區護照或其他中國國籍證明文件。澳門居民則須前往位於羅理基博士大馬路南光大廈的澳門中國旅行社辦理。
由2012年11月1日起，中國旅行社停止接受以「投放申請表」方式換領港澳居民來往內地通行證。
2020年，因应2019冠状病毒病疫情扩散，香港中国旅行社暂停对外受理证件业务（包括办理回乡证），也因此导致部分在内地的中国籍香港居民受疫情影响不便返港申请换发到期的回乡证。2020年9月4日起，中华人民共和国出入境管理局宣布采取代受理回乡证换发申请的临时措施。申请人可到就近的县级以上公安机关出入境管理部门办理，惟证件制作仍由香港中国旅行社负责，制作完成后证件将邮寄至申请人填写的内地收件地址。
2020年10月10日起，港澳居民可向中国内地任一县级以上公安机关出入境管理部门申请换发补发港澳居民来往内地通行证，申办手续与在港澳地区一致。这也意味着国家移民局于9月4日起实施的临时措施升级为长期有效的措施。

### 不予签发的情況
《中国公民因私事往来香港地区或澳门地区的暂行管理办法》第15條規定，有下列情況之一，不簽發通行證：
- 被认为有可能进行抢劫、盗窃、贩毒等犯罪活动的；
- 编造情况，提交假证明的；
- 精神病患者。

第25條規定，持证人若符合上述规定之一，证件应吊销。吊销证件由原发证机关或其上级机关收缴。
《中华人民共和国出境入境边防检查条例》第8條規定，国务院公安部门、国家安全部门通知不准出入境的中国公民和法律、行政法规规定不准出入境的中国公民，边防检查站可以扣留之或收缴其出境、入境证件。
《中华人民共和国反恐怖主义法》第39條規定，入境证件签发机关、出入境边防检查机关有权不准恐怖活动人员和嫌疑恐怖活動的人員出入境、不予签发出入境证件或者宣布其出入境证件作废。

#### 政治情況
一些香港人自六四事件以來，一直被禁止進入中国内地。泛民主派人士如民主黨前主席李柱銘、社民連主席梁國雄等，均長時間被拒簽發回鄉證。部分已取得回鄉證的，其回乡证更被註銷。他們只有在被中央政府邀請等極個別情況下，才会獲發被稱為「一次性回鄉證」的三個月一次入出境有效《中华人民共和国出入境通行证》。2014年11月15日，香港專上學生聯會秘书长周永康、常务秘书钟耀华及常委罗冠聪曾试图乘坐國泰航空航班前往北京，向中国中央政府官员直接表达對香港政改的诉求。然而当日下午未经安检便被机场職員截停，称收到中国内地有關部門通知，指他们的回乡证已被注销。
2016年11月30日，香港特區政府確認，中华人民共和国公安部將允許過去禁止進入中國內地的泛民主派人士申請回鄉證，有外界人士認為，這是北京当局打擊港獨勢力而團結泛民派的做法。对此，香港眾志主席羅冠聰表示即使中央「開綠燈」，也不打算申請回鄉證。前行政長官梁振英表示，希望新一屆立法會組成後，中央政府能在最大範圍內向包括泛民主派議員在內的泛民人士發出回鄉證。
2023年2月，一些曾參與2019年反修例风波相关事件的被捕人士表示，早前計劃返內地時，在內地關口遭直接註銷或沒收回鄉證，有人事後重新申領回鄉證仍遭拒絕。香港立法會議員張欣宇表示，自2022年下半年開始收到相關求助，累计接獲逾三十多宗個案，部分被指因曾涉反修例事件被捕，因此無法前往內地，更有人被拒申請回鄉證，但近日亦有求助者獲中旅社重發回鄉證。

## 爭議
在2019冠状病毒病疫情下，中國政府在中國大陸採取了嚴厲的防疫政策。由於香港疫情較中國大陸和澳門嚴重，不少澳門居民因持回鄉證在內地旅居而被當成香港人，從而被要求嚴格檢疫，甚至被拒絕接待。 因此，部份澳门特别行政区全国人民代表大会代表聯名提議，希望在明確區分香港和澳門的回鄉證。

### 引用
1. ↑  .   [2020-02-22]. （原始内容存档于2020-04-22）.
2. ↑  . 中华人民共和国财政部. 2020-10-12  [2020-10-12]. （原始内容存档于2021-01-27）.
3. ↑   [特區政府就《港澳居民來往內地通行證》事宜發表聲明]. www.info.gov.hk. 2016-11-30  [2023-03-20]. （原始内容存档于2023-03-20） （英语）.
4. ↑  . 澳门中国旅行社.   [2024-07-01]. （原始内容存档于2024-07-05）.
5. 1 2 3  . www.nia.gov.cn.   [2024-07-29]. （原始内容存档于2024-05-18）.
6. ↑  . www.hmo.gov.cn.   [2024-07-29]. （原始内容存档于2024-07-04）.
7. ↑  . 国家移民管理局.   [2024-07-01]. （原始内容存档于2024-07-01）.
8. ↑  . 国家移民管理局.   [2024-07-01]. （原始内容存档于2024-07-13）.
9. 1 2 3 4  .   [2015-10-23]. （原始内容存档于2017-07-07）.
10. ↑  .   [2018-05-07]. （原始内容存档于2018-05-07）.
11. 1 2 3  .   [2015-10-23]. （原始内容存档于2015-11-23）.
12. ↑  .   [2021-06-05]. （原始内容存档于2021-11-23）.
13. ↑  .   [2015-11-23]. （原始内容存档于2015-11-23）.
14. 1 2  .   [2015-10-23]. （原始内容存档于2016-03-04）.
15. ↑  .   [2017-10-18]. （原始内容存档于2021-01-12）.
16. ↑  .   [2015-10-23]. （原始内容存档于2016-03-04）.
17. ↑  .   [2015-10-24]. （原始内容存档于2017-06-04）.
18. ↑  .   [2017-10-18]. （原始内容存档于2020-10-23）.
19. ↑  .   [2020-10-08]. （原始内容存档于2021-01-12）.
20. ↑  . 国家移民管理局.   [2021-06-06]. （原始内容存档于2021-06-06）.
21. ↑  . 明報. 2023-04-29  [2023-05-16]. （原始内容存档于2023-06-05）.
22. ↑  . 大公報. 2023-05-11  [2023-05-16]. （原始内容存档于2023-05-16） –文匯報.
23. ↑  . （原始内容存档于2016-03-04）.
24. 1 2  . （原始内容存档于2015-10-28）.
25. ↑  .   [2020-10-10]. （原始内容存档于2020-10-23）.
26. ↑  . 中华人民共和国出入境管理局. 2023-04-28  [2023-04-28]. （原始内容存档于2023-05-10）.
27. ↑  News, 無綫新聞TVB. . 無綫新聞 TVB News.   [2024-07-01]. （原始内容存档于2024-07-03） （中文（香港））.
28. ↑  . www.news.cn.   [2024-07-01]. （原始内容存档于2024-07-03）.
29. 1 2  . 國家移民管理局.   [2025年3月21日]. （原始内容存档于2025年3月20日）.
30. ↑  . （原始内容存档于2016-03-04）.
31. ↑  . 国家移民管理局. 2024-11-15  [2024-11-15] （中文（中国大陆））.
32. ↑  . 香港有線新聞. 2024-11-15  [2024-11-15] （中文（香港））.
33. ↑  .   [2023-03-30]. （原始内容存档于2022-12-01）.
34. ↑  . （原始内容存档于2016-01-18）.
35. ↑  . （原始内容存档于2015-11-22）.
36. ↑  . 中国新闻网. 2019-05-31  [2019-05-31]. （原始内容存档于2019-05-31）.
37. ↑  .   [2015-10-24]. （原始内容存档于2016-01-25）.
38. 1 2  . 香港中國旅行社.   [2023-03-24]. （原始内容存档于2023-03-24） （中文（香港））.
39. ↑  . 香港中國旅行社.   [201o5-11-26]. （原始内容存档于2015-09-23）.
40. ↑  熊丰. . 新华网. 2020-09-06  [2020-09-06]. （原始内容存档于2020-10-28）.
41. ↑  . on.cc東網. 2020-09-04  [2020-09-06]. （原始内容存档于2020-10-23） （中文（香港））.
42. ↑  . 国家移民管理局. 2020-09-28  [2020-09-28]. （原始内容存档于2021-01-17）.
43. ↑  . www.nia.gov.cn.   [2024-07-29]. （原始内容存档于2024-07-29）.
44. ↑  . www.moj.gov.cn.   [2024-07-29]. （原始内容存档于2024-07-29）.
45. ↑  . 香港文匯報. 2005-10-06  [2016-01-18]. （原始内容存档于2021-01-12）.
46. ↑  . 2009-11-12  [2016-01-18]. （原始内容存档于2021-01-12）.
47. ↑  . on.cc東網. 2016-12-01  [2023-04-28]. （原始内容存档于2023-05-04） （中文（香港））.
48. ↑  . 凤凰网（中国新闻网）. 2014-11-15  [2014-11-16]. （原始内容存档于2020-06-05）.
49. ↑  海彦. . 美国之音. 2014-11-15  [2014-11-16]. （原始内容存档于2015-11-28）.
50. ↑  . BBC中文网. 2016年11月30日  [2016年11月30日]. （原始内容存档于2021年1月7日）.
51. ↑  . 香港政府新闻网. 2016年11月30日  [2016年11月30日]. （原始内容存档于2021年1月12日）.
52. ↑  . 星島頭條. 2023-02-23  [2023-04-28]. （原始内容存档于2023-05-28） （中文（香港））.
53. ↑  陸波. . 澳門日報. 2022-03-07. （原始内容存档于2023-06-05） （中文（澳門））.

### 書籍
- 鄭宏泰; 黃紹倫. . 香港: 三聯書店. 2004年. ISBN 9620423674.
- 張勇; 陳玉田. . 香港: 三聯書店.